# Koga (Fukuoka)
Pour les articles homonymes, voir Koga.
Koga (古賀市, Koga-shi) est une ville située dans la préfecture de Fukuoka, sur l'île de Kyūshū, au Japon.

## Géographie

### Situation
Koga est située dans le nord de la préfecture de Fukuoka, au bord de la mer de Chine orientale.

### Démographie
En octobre 2021, la population de la ville de Koga était de 59 513 habitants, répartis sur une superficie de 42,07 km2.

## Histoire
Le bourg moderne de Koga a été créé en 1955 de la fusion des anciens villages d'Ono et d'Aoyagi. Koga a acquis le statut de ville en 1997.

## Transports
Koga est desservie par la ligne principale Kagoshima de la JR Kyushu.